# حمام هرجاب
حمام هرجاب مربوط به دوره قاجار است و در شهرستان ساوجبلاغ، بخش چندار، دهستان چندار، روستای هرجاب واقع شده و این اثر در تاریخ ۶ اسفند ۱۳۸۵ با شمارهٔ ثبت ۱۷۵۸۰ به‌عنوان یکی از آثار ملی ایران به ثبت رسیده است.
متاسفانه این حمام به دلیل بی توجهی اهالی و مسئولین میراث روبه فراموشی سپرده شده است و بخشی از آن تخریب شده ولی سازه اصلی با توجه به وجود خاک و حالت زیر زمینی بودن آن قابل بازسازی می باشد